# غوستاف نيلسون
غوستاف نيلسون (بالسويدية: Gustaf Nilsson) (23 مايو 1997 بالسويد - ) هو لاعب كرة قدم سويدي في مركز الهجوم. شارك مع منتخب السويد تحت 19 سنة لكرة القدم ومنتخب السويد تحت 21 سنة لكرة القدم. أما مع النوادي، فقد لعب مع نادي بروندبي ونادي فالكنبرغ.

## وصلات خارجية
- غوستاف نيلسون على موقع الاتحاد الأوربي (الإنجليزية)
- غوستاف نيلسون على موقع اتحاد السويد (السويدية)
- غوستاف نيلسون على موقع قاعدة بيانات كرة القدم.إي يو (الإنجليزية)
- غوستاف نيلسون على موقع ناشيونال فوتبول تيمز (الإنجليزية)
- غوستاف نيلسون على موقع Soccerway.com (الإنجليزية)
- غوستاف نيلسون على موقع عالم كرة القدم.نت (الإنجليزية)